# St. Joseph (Ontario)
St. Joseph – gmina (ang. township) w Kanadzie, w prowincji Ontario, w dystrykcie Algoma.
Powierzchnia St. Joseph to 129,25 km². Według danych spisu powszechnego z roku 2001 St. Joseph liczy 1201 mieszkańców (9,29 os./km²).